# Golf van Squillace
De Golf van Squillace (Italiaans: Golfo di Squillace, Latijn: Scylleticus Sinus of Scyllaceus Sinus, Grieks: Σκυλλητικὸς κόλπος) is een baai van de Ionische Zee langs de oostkust van Calabrië in Italië. De huidige naam komt van het kustplaatsje Squillace. De baai strekt zich uit van Isola di Capo Rizzuto tot Punta Stilo di Monasterace.

## Oudheid
Vroeger bekend als Scylleticus Sinus, van de oude kuststad Scylletium, die volgens Strabo aan de oostkust van Bruttium (het huidige Calabrië) ligt, aan de oevers van een uitgestrekte baai, waaraan hij de naam Scylleticus Sinus gaf. Deze baai, die nog steeds bekend staat als de Golf van Squillace, drukt de kust van Calabrië in het oosten net zo diep in als de baai van Hipponium of Terina (de Golf van Sant'Eufemia) in het westen, zodat er slechts een relatief smalle landengte tussen hen in ligt.
De Scylleticus Sinus werd altijd beschouwd als gevaarlijk voor zeelieden; vandaar dat Vergilius het navifragum Scylaceum noemt. Er is geen natuurlijke haven over de hele lengte en tot in de 19e eeuw had het nog steeds een slechte reputatie voor schipbreuken. De naam komt zowel bij Aristoteles als bij Antiochus van Syracuse voor, maar lijkt onbekend te zijn geweest bij Thucydides; het is in ieder geval moeilijk anders te verklaren dan de eigenaardige manier waarop hij over de Terinaeïsche golf spreekt, terwijl hij de reis van Gylippus langs de oostkust van Bruttium vertelt.